# رستاخیز (فیلم ۱۹۰۹)
رستاخیز (انگلیسی: Resurrection) فیلمی صامت و کوتاه به کارگردانی دیوید وارک گریفیت است که در سال ۱۹۰۹ منتشر شد. این فیلم بر اساس رمان رستاخیز لئو تولستوی ساخته شده است.

## بازیگران
- آرتور وی جانسون
- فلورنس لورنس
- ماریون لئونارد
- اوون مور
- مک سنت
- لیندا آرویدسون
- چارلز آوری
- آنیتا هندری